# Liberchies
Liberchies (wa. Luberciye) – dzielnica (section) gminy Pont-à-Celles w Belgii, w Regionie Walońskim, w prowincji Hainaut, w okręgu Charleroi. 1 stycznia 2020 roku liczyła 886 mieszkańców. Do 31 grudnia 1963 r. samodzielna gmina.

## Demografia
Liczba mieszkańców, stan na 1 stycznia:
| Rok                | 1930 | 1947 | 1961 | 2020 |
| ------------------ | ---- | ---- | ---- | ---- |
| Liczba mieszkańców | 795  | 832  | 715  | 886  |